# مرد نجواگر
مرد نجواگر (انگلیسی: The Whisper Man) یک فیلم جنایی و دلهره‌آور آمریکایی درحال ساخت به کارگردانی جیمز اشکرافت و نویسندگی بن جاکوبی و چیس پالمر است. این فیلم بر اساس رمانی به همین نام نوشته الکس نورث ساخته شده است و رابرت دنیرو، میشل موناهن، آدام اسکات، مایکل کیتون، جان کارول لینچ، همیش لینکلیتر و اوون تیگ در این فیلم ایفای نقش کرده‌اند.
فیلم که اقتباس از رمانی با همین نام نوشته الکس نورث محسوب می‌شود، حول محور یک نویسنده رمان‌های جنایی با نام؛ تام کندی جریان دارد. او پس از مرگ ناگهانی همسرش تصمیم می‌گیرد شروع تازه‌ای داشته باشد اما طولی نمی‌کشد که با ناپدید شدن فرزند هشت ساله‌اش، زندگی تام کندی دوباره با اتفاقات غیرمنتظره‌ای همراه می‌شود. سپس او از پدرش که یک پلیس بازنشسته است درخواست کمک می‌کند؛ این دو پس از تحقیق به این موضوع پی می‌برند که ناپدید شدن فرزند تام، مرتبط با پرونده یک قاتل سریالی است که با نام؛ مرد نجواگر شناخته می‌شود.

## ساخت
فیلمبرداری اصلی در ۷ آوریل ۲۰۲۵ در شهر نیویورک آغاز شد.